# Pristipomoides macrophthalmus
Pristipomoides macrophthalmus és una espècie de peix de la família dels lutjànids i de l'ordre dels perciformes.

## Morfologia
- Els mascles poden assolir 50 cm de longitud total.[4][5]

## Hàbitat
És un peix marí i d'aigües profundes que viu entre 110-550 m de fondària.

## Distribució geogràfica
Es troba a l'Estret de Florida, les Bahames, les Antilles i la costa del Carib de Nicaragua i Panamà.

## Ús comercial
Es comercialitza fresc.